# Agatha Christie's Secret Notebooks
Agatha Christie's Secret Notebooks: Fifty Years of Mysteries in the Making är en bok skriven av John Curran och publicerad av HarperCollins den 6 september 2009. Boken vann senare Anthony Award för bästa kritiska facklitteratur 2011. En uppföljare, med titeln Agatha Christie's Murder in the Making: More Stories and Secrets from Her Notebooks, publicerades av HarperCollins 2012. Den boken innehöll en opublicerad version av The Case of the Caretaker, kallad The Case of the Caretaker's Wife.

## Historia
Boken innehåller två opublicerade Hercule Poirot-berättelser – en tidigare version av The Capture of Cerberus och The Incident of the Dog's Ball. The Capture of Cerberus var ursprungligen tänkt att ingå i Herkules storverk som den sista berättelsen, men avvisades på grund av det politiska innehållet – den utspelar sig strax före andra världskriget och handlar om att Poirot löser skjutningen av den tyske diktatorn August Hertzlein. 
The Incident of the Dog's Ball  utökades till romanen Det stumma vittnet. Berättelserna hittades i hennes anteckningsböcker av Curran.

## Opublicerade berättelser

### The Capture of Cerberus
Vid Genèvesjön träffar Hercule Poirot på grevinnan Vera Rossakoff. Hon presenterar honom för herr Keiserbach och nämner att han kan "väcka de döda till liv". Keiserbach besöker senare Poirot och ber honom att rentvå sin sons namn. Han avslöjar att han bytte namn från Lutzmann. Hans son Hans Lutzmann sköt August Hertzlein under ett tal och slets omedelbart i stycken av folkmassan. Keiserbach berättar för Poirot att hans son var en ivrig anhängare av Hertzlein, "en nazist ut i fingerspetsarna".
När Poirot återvänder till Storbritannien anlitar han tjuven Mr Higgs, och tillsammans med en inbrottstjuv reser de till en plats i Alsace. Mr Higgs använder sina färdigheter för att få den massiva vakthunden ur vägen, medan inbrottstjuven bryter sig in i ett visst rum i huset, filar bort gallren och med hjälp av en silkesstege sänker Hertzlein – en "kort man med ett runt huvud och liten mörk mustasch" – till marken. På ett tåg på väg till Paris avslöjar Poirot hur han gissade att mannen som sköts inte var Hertzlein – det var någon som utgav sig för att vara honom. Hertzlein hade blivit omvänd av en präst och skulle börja predika fred. "Exekutiva myndigheter i de centrala imperierna" kidnappade honom och ersatte honom med en dubbelgångare, som sedan mördades av två stormtrupper som sedan anklagade Hans Lutzmann och tvingade pistolen i hans händer. Den riktige Hertzlein placerades på ett mentalsjukhus, där ingen skulle tro honom om han sa vem han var. Poirot skickade ut flera unga läkare till olika mentalsjukhus, varav en hittade Hertzlein.
En befriad Hertzlein predikar fred för nationen. I Genève läser Poirot nyheterna om Hertzlein. Rossakoff säger till Poirot att den här gången kommer de som kidnappade honom verkligen att döda honom. Poirot berättar för henne att hans arv kommer att leva vidare och ger henne hunden som Higgs stal och kallar den "Cerberus".

### The Incident of the Dog's Ball
En miss Matilda Wheeler skriver till Poirot och uttrycker sin oro över små incidenter. Brevet är daterat för tre månader sedan. Poirot beger sig tillsammans med Arthur Hastings för att undersöka saken. På ett värdshus upptäcker Poirot att brevskrivaren dog för en eller två månader sedan. Huset överläts åt damens följeslagare, en miss Lawson. Poirot besöker Dr Lawrence, som tog hand om henne, och får reda på att hon dött av gul atrofi i levern. Miss Lawson ärvde allt, möjligen på grund av inflytande från spiritism. Poirot och Hastings går runt i huset och träffar foxterriern Bob. Poirot får reda på att hon skrev sitt testamente och lämnade allt till miss Lawson efter att ha ramlat ner för trappan, efter att ha halkat på Bobs boll.
Poirot intervjuar miss Wheelers två överlevande släktingar, James Graham och Mollie Davidson. Graham avslöjar att miss Wheeler hade berättat för honom om det nya testamentet, men inte för Mollie. Poirot begär att de ska få en order om uppgrävning av kroppen, vilket de vägrar. Efter att de gått gör Poirot ett besök hos miss Lawson. Hon berättar för honom att den dag då miss Wheeler blev sjuk höll de en seans. Miss Lawson såg en lysande gloria kring miss Wheelers huvud. Poirot ser ett handarbete föreställande en bulldogg på trappan till ett hus, med texten "Ute hela natten och ingen nyckel!". Han drar slutsatsen att Bob var ute den kvällen. Han drar vidare, efter att ha frågat ut miss Lawson mer, slutsatsen att miss Wheeler blev förgiftad med fosfor. Eftersom miss Wheeler led av gulsot märktes inte symptomen. Det lysande dis som miss Lawson såg var miss Wheelers lysande andedräkt, orsakad av fosforn. Fosforn gavs i form av ett piller, gömt bland hennes matsmältningspiller.
Poirot drar vidare slutsatsen att Mollie Davidson var mördaren, som försökte få sin del av arvet, utan att veta att testamentet hade ändrats. Poirot skriver till Mollie och berättar vad han har kommit fram till. Mollie begår självmord två dagar senare.